# C'è un boa nella canoa
C'è un boa nella canoa è un album di Andrea Mingardi, pubblicato nel 1997. Si tratta di un'antologia intitolata come il successo del 1983 ma diversa dall'omonimo album di quell'anno.

## Tracce
Le tracce da 2 a 10 provengono da Prossimamente.
1. C'è un boa nella canoa
2. E la radio va
3. Se tu esistessi
4. Oh mamma
5. Questa notte ho te
6. Ah si l'amore
7. Cosa si fa dove si va
8. Chissà
9. Lieto fine
10. Va bene...cominciamo!